# An Dro
L'An Dro (in bretone "Il cerchio" "Il viaggio" o "la ronda") è una danza francese della regione del Morbihan, in Bretagna, d'influenza Celtica.
È la danza bretone più conosciuta fuori dai confini della Bretagna.

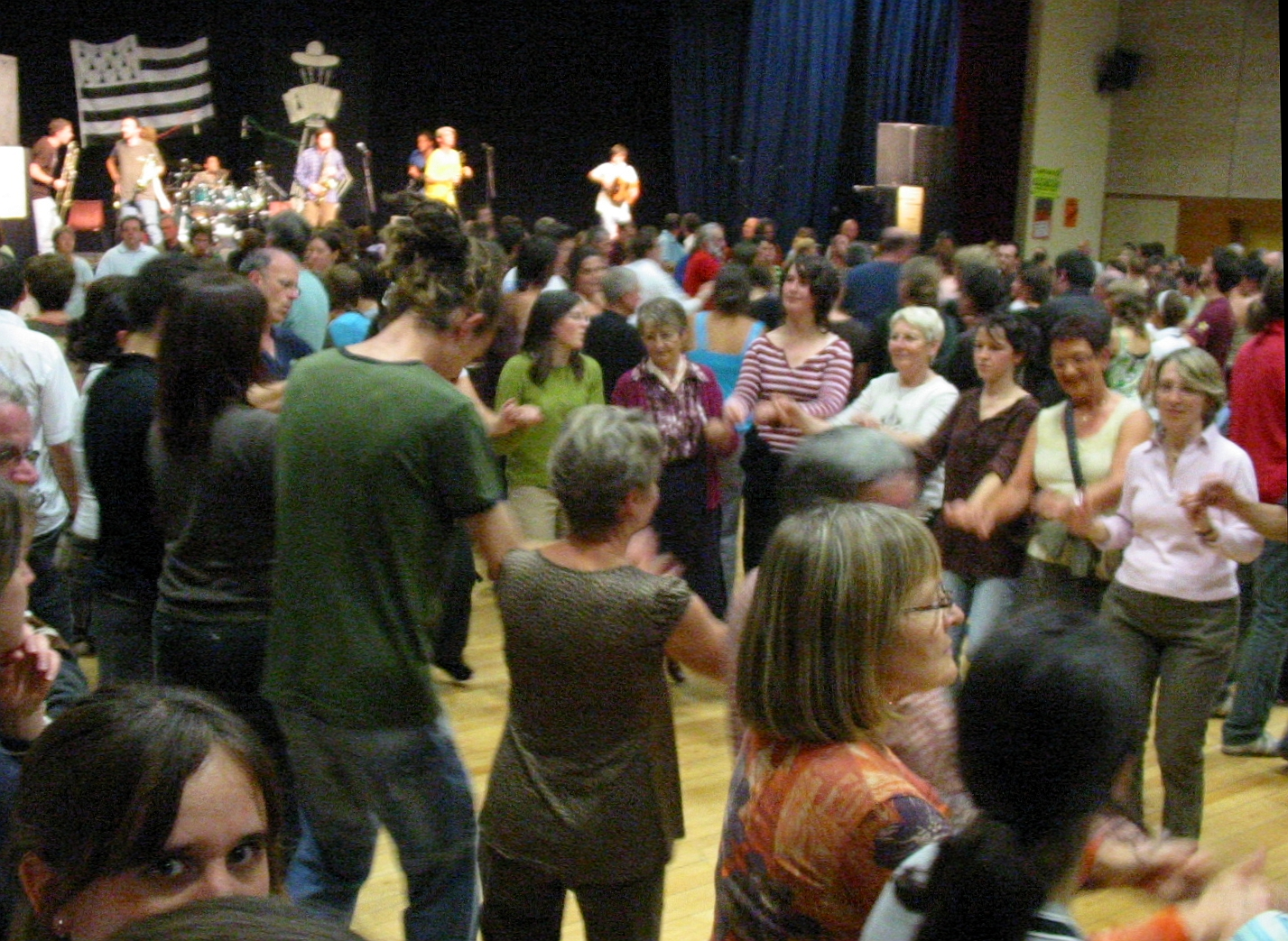
An dro in una Fest Noz bretone

In tempo binario si basa su due motivi e può essere ballata in cerchio, in catena o a coppie.
- In cerchio aperto (mod nevez) i ballerini si tengono per i mignoli e arrotolano e srotolano le braccia con ampi movimenti seguendo i passi (due a sinistra e due a destra) muovendosi in senso orario, dato che i passi sono pari per avanzare si muovono più ampi quelli verso sinistra.
- In coppia, "in cortege", viene chiamata Kas a barh e ha schemi leggermente diversi a seconda del paese in cui è danzata.

## Varianti
- An Dro retourné o chench'tu, i ballerini in piccoli cerchi eseguono la prima parte (16 tempi) come un an dro normale, poi altri 4 tempi dove le braccia alla fine del movimento vanno in alto e poi in basso, nella seconda parte i ballerini avanzano per 2 tempi, battono le mani si girano, vanno verso l'esterno, battono di nuovo le mani, si girano e ripetono per altre tre volte.
- Hanter Dro (in bretone mezzo cerchio, mezza danza o mezzo viaggio) ha due tempi per i passi a sinistra un tempo per il passo a destra, le braccia non fanno movimenti ma sono legate a catena, l'avambraccio destro riposa sull'avambraccio sinistro del vicino
- Danse Trikot ha una parte di an dro e una di hanter dro, ci si tiene per i mignoli, nella parte di hanter dro ci si lega a catena senza lasciare i mignoli.

Il suo antenato è il Branle Double. Fu introdotta in America da Germain Hébert, con il nome di quotan dro o quoten dro.
Gli strumenti tradizionali che accompagnano questo ballo sono: la coppia bombarde (bombarda bretone della famiglia dell'oboe)-biniou; o il kan ha diskan (canto a risposta, solista-coro).